# Васто
Васто (італ. Vasto) — муніципалітет в Італії, у регіоні Абруццо,  провінція К'єті.
Васто розташоване на відстані близько 185 км на схід від Рима, 115 км на схід від Л'Аквіли, 55 км на південний схід від К'єті.
Населення — 40 856 осіб (2014).

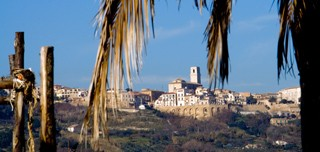

Щорічний фестиваль відбувається 29 вересня. Покровитель — святий Архангел Михаїл.

## Демографія
Населення за роками:

Станом на 1 січня 2023 року в муніципалітеті офіційно проживали 2393 іноземці з 83 країн, серед них 1108 громадян країн Євросоюзу та 56 громадян України.

## Сусідні муніципалітети
- Казальбордіно
- Купелло
- Монтеодоризіо
- Поллутрі
- Сан-Сальво